# Дискография Kill the Noise
Это дискография американского продюсера электронной музыки Kill The Noise. Дискография состоит из 1 студийного альбома, 3 ремиксовых альбома, 4 мини-альбомов, 15 синглов, и 34 ремикса.

## Альбомы

### Студийные альбомы
| Occult Classic                                            | - Выпущен: 9 октября 2015 - Лейбл: OWSLA - Форматы: Цифровое скачивание, CD, Винил | 7 | 6 | 45 |
| "—" ставится, если альбом или композиция не попала в чарт |                                                                                    |   |   |    |

### Ремиксовые альбомы
| Roots Remixed                                              | - Выпущен: 24 июля 2012 - Лейбл: Slow Roast Records - Форматы: Цифровое скачивание | —  |
| Black Magic Remixes                                        | - Выпущен: 3 сентября 2013 - Лейбл: OWSLA - Форматы: Цифровое скачивание           | 21 |
| Alt Classic                                                | - Выпущен: 13 мая 2016 - Лейбл: OWSLA - Форматы: Цифровое скачивание               | 24 |
| "—" ставится, если альбом или композиция не попала в чарт. |                                                                                    |    |

## Мини-альбомы
| Wun Nation (как Ewun)                                      | - Выпущен: 2008 - Лейбл: Evol Intent - Форматы: Цифровое скачивание, Винил          | —   | — | — | —  |
| Roots                                                      | - Выпущен: 6 апреля 2010 - Лейбл: Slow Roast Records - Форматы: Цифровое скачивание | —   | — | — | —  |
| Kill Kill Kill                                             | - Выпущен: 22 ноября 2011 - Лейбл: OWSLA - Форматы: Цифровое скачивание             | —   | — | — | —  |
| Black Magic                                                | - Выпущен: 6 ноября 2012 - Лейбл: OWSLA - Форматы: Цифровое скачивание              | 172 | 7 | 4 | 26 |
| "—" ставится, если альбом или композиция не попала в чарт. |                                                                                     |     |   |   |    |

## Синглы

### Как главный исполнитель
| Название                                                         | Год  | Пиковая позиция | Пиковая позиция | Пиковая позиция | Пиковая позиция | Пиковая позиция | Пиковая позиция | Пиковая позиция | Пиковая позиция | Пиковая позиция | Альбом             |
| Название                                                         | Год  | AUS             | CAN             | CAN Dig         | FRA             | GER             | UK              | US Dance        | US Dig          | US Heat         | Альбом             |
| ---------------------------------------------------------------- | ---- | --------------- | --------------- | --------------- | --------------- | --------------- | --------------- | --------------- | --------------- | --------------- | ------------------ |
| "Kill Kill Kill"                                                 | 2008 | —               | —               | —               | —               | —               | —               | —               | —               | —               | Kill Kill Kill     |
| "Lightspeed" (Вместе с Datsik)                                   | 2012 | —               | —               | —               | —               | —               | —               | —               | —               | —               | Не альбомный сингл |
| "Far Away" (Вместе с Feed Me)                                    | 2014 | —               | —               | —               | —               | —               | —               | —               | —               | —               | Не альбомный сингл |
| "Recess" (Вместе с Skrillex и Fatman Scoop и Michael Angelakos)  | 2014 | 47              | 59              | 30              | 189             | 79              | 57              | 13              | 7               | 15              | Recess             |
| "Louder" (Вместе с Tommy Trash и Rock City)                      | 2015 | —               | —               | —               | —               | —               | —               | —               | —               | —               | Occult Classic     |
| "Kill It 4 the Kids" (Совместно с Awolnation и Rock City)        | 2015 | —               | —               | —               | —               | —               | —               | —               | —               | —               | Occult Classic     |
| "Dolphin on Wheels" (Вместе с Dillon Francis)                    | 2015 | —               | —               | —               | —               | —               | —               | —               | —               | —               | Occult Classic     |
| "Spitfire Riddim" (Совместно с twoton)                           | 2015 | —               | —               | —               | —               | —               | —               | —               | —               | —               | Occult Classic     |
| "FUK UR MGMT"                                                    | 2015 | —               | —               | —               | —               | —               | —               | —               | —               | —               | Occult Classic     |
| "Cold Hearted" (Вместе с Seven Lions)                            | 2017 | —               | —               | —               | —               | —               | —               | —               | —               | —               | Не альбомный сингл |
| "Don't Give Up on Me" (Вместе с Illenium featuring Mako)         | 2018 | —               | —               | —               | —               | —               | —               | —               | —               | —               | Не альбомный сингл |
| "Horizon" (Вместе с Seven Lions и Tritonal и Haliene)            | 2018 | —               | —               | —               | —               | —               | —               | —               | —               | —               | Не альбомный сингл |
| "Shake The Ground" (Вместе с Snails и Sullivan King и Jonah Kay) | 2018 | —               | —               | —               | —               | —               | —               | —               | —               | —               | Не альбомный сингл |
| "—" ставится, если альбом или композиция не попала в чарт.       |      |                 |                 |                 |                 |                 |                 |                 |                 |                 |                    |

### Как приглашенный исполнитель
| Название                                                                                     | Год  | Пиковая позиция | Пиковая позиция | Пиковая позиция | Пиковая позиция | Пиковая позиция | Пиковая позиция | Пиковая позиция | Пиковая позиция | Пиковая позиция | Сертификация    | Альбом                                  |
| Название                                                                                     | Год  | AUS             | CAN             | CAN Dig         | CAN Rock        | US              | US Dance        | US Dig          | US Rap          | US Rock         | Сертификация    | Альбом                                  |
| -------------------------------------------------------------------------------------------- | ---- | --------------- | --------------- | --------------- | --------------- | --------------- | --------------- | --------------- | --------------- | --------------- | --------------- | --------------------------------------- |
| "Narcissistic Cannibal" (Korn совместно с Skrillex и Kill the Noise)                         | 2011 | —               | 97              | 65              | 32              | —               | 31              | —               | —               | 15              |                 | The Path of Totality                    |
| "Shell Shocked" (Juicy J, Wiz Khalifa и Ty Dolla Sign совместно с Kill the Noise и Madsonik) | 2014 | 14              | —               | 67              | —               | 84              | —               | 45              | 17              | —               | - RIAA: Золотой | Teenage Mutant Ninja Turtles Soundtrack |
| "—" ставится, если альбом или композиция не попала в чарт.                                   |      |                 |                 |                 |                 |                 |                 |                 |                 |                 |                 |                                         |

## Гостевое участие
| Название                                                           | Год  | Альбом                                 |
| ------------------------------------------------------------------ | ---- | -------------------------------------- |
| "Muscle Rollers" (Feed Me и Kill The Noise)                        | 2010 | Feed Me's Big Adventure                |
| "Bring Out the Devil" (SOFI совместно с Kill the Noise и Skrillex) | 2011 | Locked and Loaded: Part 2              |
| "Fuels the Comedy" (Korn совместно с Kill the Noise)               | 2011 | The Path of Totality (Special Edition) |
| "Right on Time" (Skrillex вместе с Kill The Noise и 12th Planet)   | 2011 | Bangarang                              |
| "Burst" (12th Planet совместно со Skrillex и Kill The Noise)"      | 2012 | The End                                |
| "Dill the Noise" (Dillon Francis и Kill The Noise)                 | 2012 | Something, Something, Awesome.         |
| "Ice Station Zero" (Bad Company UK, Mat Zo и Kill The Noise)       | 2018 | Ice Station Zero                       |

## Ремиксы
| Название                                                           | Год  | Оригинальный исполнитель                | Альбом                               |
| ------------------------------------------------------------------ | ---- | --------------------------------------- | ------------------------------------ |
| "Circus"                                                           | 2008 | Britney Spears                          | Не альбомный сингл                   |
| "Lo Sforzo"                                                        | 2008 | Ocelot                                  | Не альбомный сингл                   |
| "Can't Give You Up"                                                | 2008 | Cryptonites                             | Не альбомный сингл                   |
| "Call Me Up"                                                       | 2008 | Chromeo                                 | Не альбомный сингл                   |
| "American Boy" (совместно с Kanye West)                            | 2008 | Estelle                                 | American Boy                         |
| "Breakfast"                                                        | 2008 | Le Le                                   | Breakfast (Remixes)                  |
| "All Too Vivid"                                                    | 2008 | VEGA                                    | Не альбомный сингл                   |
| "New Era"                                                          | 2009 | Retro Kidz                              | Не альбомный сингл                   |
| "Pennies"                                                          | 2009 | Lady Sovereign                          | Не альбомный сингл                   |
| "Mothers Talk"                                                     | 2009 | Tears For Fears                         | Не альбомный сингл                   |
| "Right Hand Hi"                                                    | 2010 | Kid Sister                              | Right Hand Hi (Kill the Noise Remix) |
| "Never Will Be Mine" (совместно с Robyn)                           | 2011 | Rye Rye                                 | Never Will Be Mine (The Remixes)     |
| "Talk Box"                                                         | 2011 | KOAN Sound                              | Funk Blaster                         |
| "Still Speedin'"                                                   | 2011 | Sway                                    | Still Speedin'                       |
| "Growin' Up In the Gutter"                                         | 2011 | Yelawolf                                | HTC X Squared #10                    |
| "Under and Over It"                                                | 2011 | Five Finger Death Punch                 | Не альбомный сингл                   |
| "Spitfire"                                                         | 2011 | Porter Robinson                         | Spitfire                             |
| "Diplodocus"                                                       | 2012 | Noisia                                  | Split the Atom (Special Edition)     |
| "Must Be the Feeling"                                              | 2012 | Nero                                    | Must Be the Feeling (Remixes)        |
| "Jokes on You"                                                     | 2012 | Kill the Noise                          | Roots Remixed                        |
| "Tornado" (совместно с Polina)                                     | 2012 | Tiësto and Steve Aoki                   | Tornado (Remixes)                    |
| "Ghosts In the Machine"                                            | 2013 | The M Machine                           | Metropolis Remixed                   |
| "Thumbs Up"                                                        | 2013 | Kill the Noise and Feed Me              | Black Magic Remixes                  |
| "NRG" (вместе с Skrillex и Milo & Otis)                            | 2014 | Duck Sauce                              | NRG                                  |
| "Turn Up"                                                          | 2014 | Gent and Jawns                          | Faded                                |
| "Freeway" (вместе с Flux Pavilion)                                 | 2014 | Flux Pavilion                           | Freeway Remixes                      |
| "Mountains and Molehills" (вместе с Bro Safari и Turin Brakes)     | 2014 | Flux Pavilion                           | Freeway Remixes                      |
| "Parental Advisory"                                                | 2015 | GTA                                     | Death to Genres Vol. 1.5 (Remixes)   |
| "Propaganda"                                                       | 2016 | DJ Snake                                | Propaganda                           |
| "Drift and Fall Again" (совместно с Lola Marsh)                    | 2016 | Madsonik                                | Criminal (Soundtrack)                |
| "Without a Trace" (вместе с Virtual Riot совместно с Stalking Gia) | 2016 | Kill the Noise                          | Alt Classic                          |
| "I Do Coke" (вместе с Feed Me as Snort & Leisure)                  | 2016 | Kill the Noise                          | Alt Classic                          |
| "Rip N Dip"                                                        | 2016 | Getter                                  | Rip N Dip Remixes                    |
| "Like a Bitch"                                                     | 2017 | Zomboy                                  | Neon Grave Remixed                   |
| "Only Want U"                                                      | 2018 | Snails and Nghtmre (совместно с Akylla) | Не альбомный сингл                   |